# Starlight (canção de Taylor Swift)
"Starlight" é uma canção da cantora e compositora estadunidense Taylor Swift, gravada para o seu quarto álbum de estúdio Red (2012). Escrita e produzida pela própria intérprete, que contou com o auxílio de Dann Huff e Nathan Chapman na produção, a faixa foi concebida após Swift olhar para duas fotos antigas de Ethel e Robert F. Kennedy. Musicalmente, é uma obra de dance pop que apresenta em sua estrutura sintetizadores e baterias de house music, enquanto suas letras retratam a artista narrando uma história de amor baseada nas aventuras românticas de Ethel e Robert F. Kennedy.
Após seu lançamento, a canção recebeu, em sua maioria, comentários positivos da crítica especializada, com muitos elogiando, principalmente, a sonoridade do tema. A faixa foi utilizada como trilha sonora de divulgação da terceira fragrância de Swift, o Taylor, sendo tocada durante o comercial do produto. Além disso, a artista apresentou-se com "Starlight" em alguns shows da Red Tour (2013-14), sua terceira turnê mundial. Embora não tenha sido promovida como single, a obra conseguiu entrar em algumas paradas musicais, graças às vendas de downloads digitais.

## Antecedentes
"Starlight" foi concebida após Swift olhar para fotos dos anos 50 e 60 e se deparar com uma imagem que mostrava dois jovens juntos dançando uma música. Isso fez a intérprete imaginar "o quanto eles se divertiram naquela noite". Em seguida, a cantora viu que a foto era, na verdade, dos anos 40 e que as crianças em questão eram Ethel Kennedy e Robert F. Kennedy; este último, além de ter atuado como senador de Nova York, era irmão de John F. Kennedy, político que assumiu a presidência estadunidense em 1961, e que, mais tarde, viria a ser assassinado. Ethel e Robert F. Kennedy se casaram anos depois de se conhecerem, e ficaram juntos até a morte de Robert em 1968, que, assim como seu irmão, também morreu assassinado.
"Eles pareciam ter 17 anos [na época da foto]. E, em seguida, eu escrevi uma canção baseado naquele lugar em que eles estavam, sem ter a mínima ideia de como os dois se conheceram", disse a intérprete, durante uma entrevista para o The Wall Street Journal. Algumas semanas depois, Rory, filha de Ethel e Robert, foi a um concerto de Swift; após o espetáculo terminar, a cantora se encontrou com ela nos bastidores, onde falou sobre a melodia que havia escrito. Posteriormente, Rory disse para a artista: "Você precisa conhecer minha mãe [Ethel]. Ela quer muito te ver". É importante ressaltar que Ethel e Robert são avós de Conor Kennedy, rapaz no qual Swift namorou por um breve período em 2012. A intérprete acabou por afirmar que o fato de ela escrever uma música sobre Ethel e Robert veio porque ela admira o estilo dos anos 60.

## Elaboração
"Starlight" foi composta e produzida pela própria artista, que contou com o auxílio de Nathan Chapman e Dann Huff na produção. Chapman trabalhou com Swift desde o primeiro álbum de estúdio dela, enquanto Huff colaborou pela primeira vez no disco Red, participando não só da elaboração de "Starlight", mas também da faixa-título do álbum e de "Begin Again". Além de Huff, Swift também convidou alguns artistas e produtores para participarem de Red, mas apenas aqueles dos quais ela gostava do estilo. A intérprete comentou que o seu objetivo era mudar a sonoridade de suas composições: "Eu não escolhi [esses profissionais] porque queria forçá-los a aderirem ao meu estilo de música, eu os escolhi porque eu queria aprender com eles. Eles são verdadeiros colaboradores, não é apenas alguém participando de uma canção minha que se parece com todas as outras que eu já fiz. [Em Red], é uma verdadeira mistura de influências".
"Starlight" foi gravada no estúdio Blackbird Studios, localizado em Nashville, Tennessee, sob a supervisão de Joe Baldridge, enquanto a mixagem da faixa foi coordenada por Serban Ghenea, na Mixstar Studios, em Virginia Beach, Virgínia. John Hanes foi o responsável pela engenharia de mixagem, com a assistência de Tim Roberts. A masterização da obra ocorreu no estúdio Sterling Sound, na cidade de Nova York, com a direção de Tom Coyne, à medida que Mike "Frog" Griffi Th e Jason Campbell desempenharam o papel de coordenadores de produção. Além disso, para a elaboração de "Starlight" foi utilizado os seguintes instrumentos: uma guitarra elétrica, cuja melodia do solo foi concebida por Nathan Chapman e tocada por Dann Huff; baixo, que foi conduzido por Jimmie Sloas; piano, metodizado por Chapman; sintetizadores e corda, com Chapman ao lado de Charlie Judge; e, por fim, a bateria, que ficou sob a responsabilidade de J Bonilla, que trabalhou ainda na canção como programador de percussão.

## Estrutura musical
Com duração de três minutos e quarenta segundos, "Starlight" é uma canção de dance-pop preenchida por sintetizadores e por baterias de house music, e que apresenta vocais típicos de uma obra dance. Para Philip Matusavage, do site Music OMH, "Starlight" mostra ao ouvinte que Swift "pode fazer um pop brilhante sozinha". À medida que Jonathan Keefe, da Slant Magazine, classificou a melodia como "uma desinibida dance-pop de destaque", Joseph Hudak, da revista Country Weekly, escreveu que a sonoridade da obra foi "feita por encomenda para as noites de êxtase dos clubes de dança". De acordo com a partitura publicada pela Sony/ATV Music Publishing, a música está composta na tonalidade de mi maior, em um tempo de assinatura moderado e um metrônomo de 126 batidas por minuto. O alcance vocal necessário para a interpretação desta melodia varia entre o sol sustenido de três oitavas e o si de quatro oitavas.
Liricamente, "Starlight" retrata Swift narrando uma história de amor baseada nas aventuras românticas entre Ethel e Bobby (apelido de Robert Kennedy) quando eles tinham "17 anos e estavam agindo loucamente". Para as revistas Billboard e Entertainment Weekly, os trechos em que a artista canta: "Não consigo me lembrar que música estava tocando / Quando entramos / Naquela noite quando invadimos a festa no clube de iate / Fingindo ser uma duquesa e um príncipe" relembram um boato que saiu na imprensa de que Swift e Conor haviam entrado em um casamento de outro integrante Kennedy sem serem convidados, e que eles haviam recebido um pedido gentil para que se retirassem do local por chamarem muito a atenção, embora os dois, supostamente, tenham ficado lá durante a cerimônia inteira. Nate Jones, do site Popdust, escreveu que os versos de "Starlight" fazem dela "metade canção de amor, metade fan fiction de Ethel Kennedy, com Swift interpretando o papel de uma matriarca lendária", e que a faixa é ainda uma mistura entre o romance de Robert e Ethel Kennedy e o de Swift com Connor, citando como exemplo os versos: "Eu conheci Bobby na beira da praia, verão de 45 / Me levanta, jogue uma noite na janela", pois "Ethel realmente conheceu Robert em 45, mas durante uma viagem de esqui para Quebec [...] Intencionalmente ou não, Taylor confundiu o relacionamento dos Kennedy com o dela, que se iniciou no verão", declarou o jornalista.

## Recepção da crítica
Após seu lançamento, "Starlight" recebeu comentários bastante positivos da crítica especializada. A revista Billboard disse: "Cada álbum de Swift possui uma canção dançante cuja temática é um hino de amor feliz ("Love Story" para Fearless, "Mine" para Speak Now) e 'Starlight' preenche esse papel em Red". Robert Silva, do site About.com, classificou a obra com três estrelas de cinco, elogiando a sonoridade da melodia, embora tenha notado que é muito mais pop que country, gênero presente nos trabalhos anteriores de Swift. Para Michael Robbins, da revista Spin, "Starlight" é uma "faixa [do gênero] disco deslumbrante" que retrata a intérprete investindo em algo diferente de AOR no disco Red - o que é uma referência a temas como "State of Grace" e "Holy Ground", trabalhos onde a cantora focou-se no rock alternativo. Jon Dolan, da revista Rolling Stone, declarou que caso os versos de "Starlight" e "We Are Never Ever Getting Back Together" tenham sido baseados na realidade, o disco Red passa a ser "um projeto de autodescoberta e que apresenta uma das melhores histórias da música pop. [Pois] Quando ela [Swift] age com a realidade, suas músicas são como tatuagens".
Em uma resenha positiva ao Red, Grady Smith, da revista Entertainment Weekly, partilhou um ponto de vista diferente, avaliando "Starlight" como um dos piores temas do disco, "que soa como uma canção rejeitada pelo Owl City" com letras "melosas e bobas", segundo o crítico. Mesfin Fekadu, do Huffington Post, notou que a faixa é muito similar liricamente aos trabalhos anteriores de Swift, ao passo que Allison Stewart, do The Washington Post, constatou que a obra mostra o quão longe a artista se distanciou da música country.

## Divulgação
"Starlight" foi utilizada como trilha sonora de divulgação da terceira fragrância de Swift, intitulado Taylor, sendo tocada durante os comerciais do produto. Pouco tempo depois, foi lançado uma edição limitada do perfume, intitulada Taylor by Taylor Swift Made of Starlight Musical, que vinha acompanhado com uma caixinha de música que tocava "Starlight".
"Starlight" não foi incluída na setlist fixa da Red Tour, terceira turnê mundial de Swift, criada para divulgar o álbum Red. Entretanto, a canção foi tocada em algumas ocasiões, fazendo parte da "música surpresa", que é um número apresentado em cada show da turnê, aonde Swift apresenta uma música aleatória de sua carreira. A artista apresentou a canção no primeiro concerto da Red Tour, em Newark, Nova Jérsei, de modo acústico, com ela sentada em uma cadeira e com um violão; o jornalista Tris McCall escreveu que embora a apresentação de "Starlight" tenha sido acústica, o número apresentou bastante "cores vivas"; enquanto Dalton Ross, da Entertainment Weekly, caracterizou a performance como a parte "despojada" do concerto, Jon Caramanica, do jornal The New York Times, descreveu-a como "defasada".

## Desempenho nas paradas musicais
Embora não tenha sido lançada como single, "Starlight" conseguiu figurar em algumas paradas musicais após o lançamento do disco Red, graças principalmente às vendas através de downloads digitais. No Canadá, a obra ficou no 80.º lugar das canções mais populares durante uma semana. Nos Estados Unidos, a faixa não conseguiu entrar na Billboard Hot 100, a principal parada estadunidense, embora tenha ficado no 5.º posto da Bubbling Under Hot 100, que enumera as faixas que quase conseguiram entrar na tabela principal do país. Além disso, "Starlight" posicionou-se na 28.ª posição da Country Songs, que lista as canções do gênero country mais vendidas nos Estados Unidos semanalmente.
| Parada musical (2012)                   | Melhor posição |
| --------------------------------------- | -------------- |
| Canadá (Canadian Hot 100)               | 80             |
| Estados Unidos (Bubbling Under Hot 100) | 5              |
| Estados Unidos (Country Songs)          | 28             |

## Créditos
Lista-se abaixo os profissionais envolvidos na elaboração de "Starlight", de acordo com o encarte do álbum Red:
Estúdios
- Gravado em Blackbird Studios, Nashville, Tennessee.
- Mixado em Mixstar Studios, Virginia Beach, Virgínia.
- Masterizado em Sterling Sound, Nova York.

Equipe
- Composição: Taylor Swift
- Produção: Nathan Chapman, Dann Huff, Taylor Swift
- Gravação: Joe Baldridge
- Mixagem: Serban Ghenea
- Engenharia de mixagem: John Hanes
- Assistente de mixagem: Tim Roberts
- Masterização: Tom Coyne
- Coordenadores de produção: Mike "Frog" Griffi Th, Jason Campbell
- Guitarra elétrica: Dann Huff, Nathan Chapman
- Baixo: Jimmie Sloas
- Piano: Nathan Chapman
- Sintetizadores: Nathan Chapman, Charlie Judge
- Instrumento de corda: Charlie Judge
- Bateria e programação de percussão: J Bonilla.